# Философские исследования
«Философские исследования» (нем. Philosophische Untersuchungen) — одна из двух, наряду с «Логико-философским трактатом», важнейших работ философа XX века Людвига Витгенштейна, суммирующая его поздние взгляды. Впервые опубликована в 1953 году (через два года после смерти автора). В отличие от «Трактата» в данной работе объектом исследования Витгенштейна выступает не идеальный язык (язык как картина мира, который «есть всё то, что происходит»), а обыденный язык человеческого общения. Основное понятие «Философских исследований» — языковая игра: язык представляется совокупностью языковых игр. Ключевые тезисы: значение слова есть его употребление в рамках языковой игры, а правила такой игры есть практика. Главный вывод: философские проблемы — следствие неправильного словоупотребления.
«Философские исследования» оказали огромное влияние на аналитическую философию второй половины XX века: на основе идей, содержащихся в книге, появились
- теория речевых актов (Джон Остин и Джон Сёрль),
- философия обыденного языка,
- лингвистическая апологетика (Джеймс Хадсон),
- лингвистическая терапия (Джон Уиздом),
- философия вымысла и так далее.

Идеи Витгенштейна нашли отражение и в философии постмодернизма. Кроме того, влияние «Философских исследований» прослеживается в современной литературе, например, лауреат Нобелевской премии 2004 года Эльфрида Елинек признаёт роль языковой традиции позднего Витгенштейна в своём творчестве.